# Chiococca cubensis
Chiococca cubensis är en måreväxtart som beskrevs av Ignatz Urban. Chiococca cubensis ingår i släktet Chiococca och familjen måreväxter.
Artens utbredningsområde är Kuba. Inga underarter finns listade i Catalogue of Life.